# Folke Johnson
Folke Johnson (Estocolmo, 15 de junho de 1887 — 20 de fevereiro de 1962) foi um velejador sueco, medalhista olímpico. Ele competiu nos Jogos Olímpicos de Verão de 1912 na classe 12 Metre e conquistou a medalha de prata na disputa a bordo do Erna Signe com Nils Persson, Per Bergman, Dick Bergström, Kurt Bergström, Hugo Clason, Sigurd Kander, Ivan Lamby, Erik Lindqvist e Hugo Sällström.
Johnson era filho do comerciante Karl Johan Vilhelm Johnson e Anna Charlotta Küsell. Casou-se em 1920 com Ingrid Höglund (1893–1990). Eles tiveram um filho, Ulf.